# آناستازیا مولمینا
آناستازیا مولمینا (اوکراینی: Анастасія Костянтинівна Мульміна؛ زادهٔ ۲۷ آوریل ۱۹۹۷) ژیمناست ریتمیک اهل اوکراین است.